# Blindtjärnen, Jämtland
Blindtjärnen är en sjö i Strömsunds kommun i Jämtland och ingår i Ångermanälvens huvudavrinningsområde. Blindtjärnen ligger i Gråberget-Hotagsfjällen Natura 2000-område.